# Hiatomyia plumosa
Hiatomyia plumosa är en tvåvingeart som först beskrevs av Daniel William Coquillett 1904.  Hiatomyia plumosa ingår i släktet Hiatomyia och familjen blomflugor. Inga underarter finns listade i Catalogue of Life.